# Gletsjerpoort

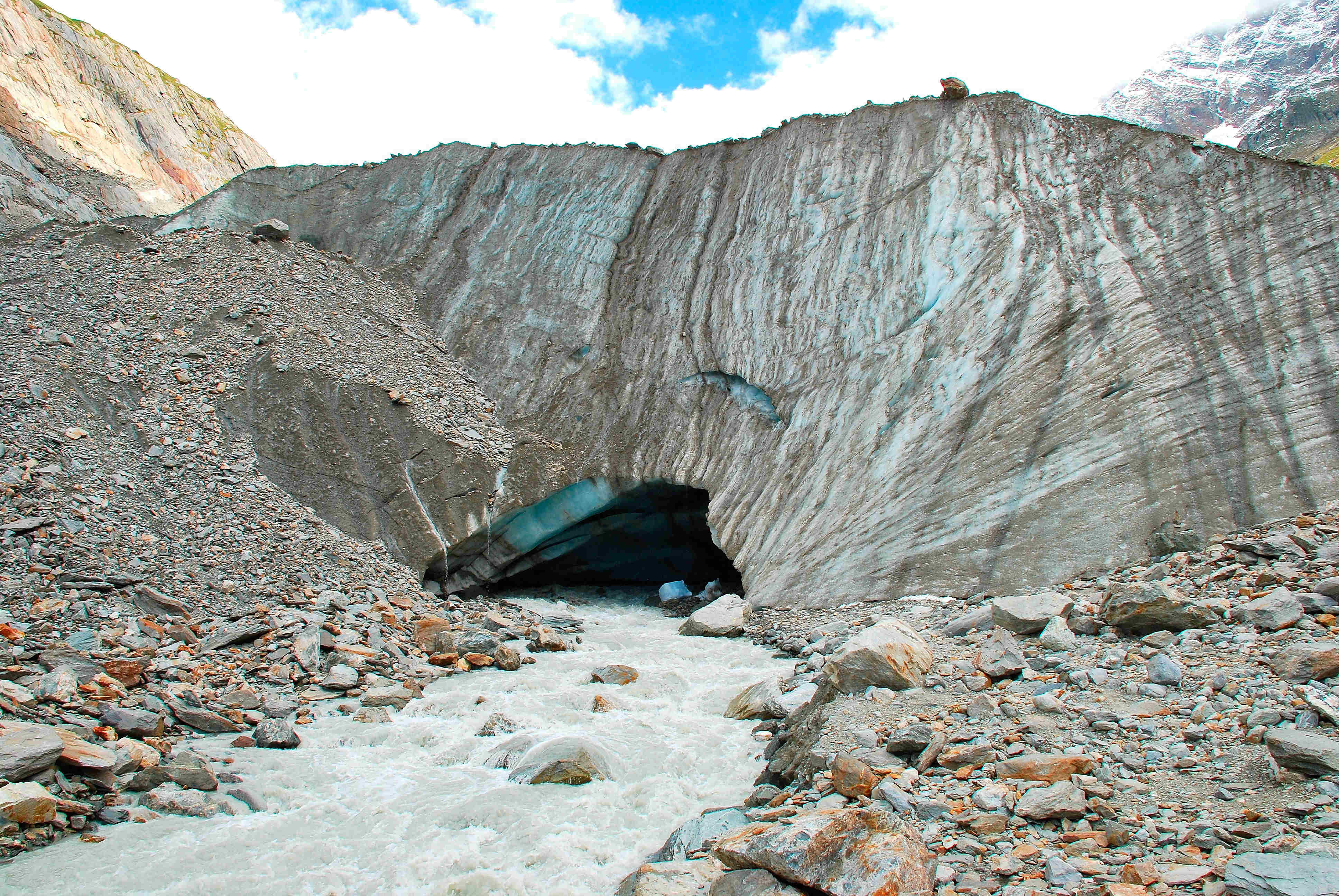
Gletsjerpoort in de Anengletscher, Lötschental, Zwitserland.

Een gletsjerpoort is een opening in een gletsjer, meestal vlak bij het laagst gelegen uiteinde, waar een smeltwaterrivier uit de gletsjer naar buiten stroomt. De afmetingen van een gletsjerpoort kunnen verschillen van enkele decimeters tot tientallen meters doorsnee.
In het onderste deel van de gletsjer, de zogenaamde ablatiezone, smelt netto meer ijs dan dat er aangroeit. Door kloven en ijsgrotten in het binnenste van de gletsjer stromen riviertjes van smeltwater, die een weg naar buiten zoeken via gletsjertunnels. De plek waar deze tunnel eindigt en het smeltwater naar buiten komt, heet de gletsjerpoort.